# ایمته (یا نیبیه)
ایمته (یا نیبیه) (به زبان کوتی: 𒄿𒈨𒋼) یکی از پادشاهان کوتیان بود که در اواخر هزاره سوم پیش از میلاد بر بخش‌هایی از میانرودان و مناطق زاگرس حکمرانی می‌کرد. اطلاعات دربارهٔ این پادشاه عمدتاً از طریق فهرست شاهان کوتی و برخی منابع اکدی به دست آمده است.

## دوران حکومت
بر اساس تحقیقات ایرving Finkel و Stephanie Dalley، دوره حکومت ایمته مصادف با آخرین سال‌های تسلط کوتیان بر بین النهرین بود، پیش از آنکه اوتو-هنگال از اوروک، حکومت آنان را سرنگون کند.

## شواهد تاریخی
نام ایمته در فهرست شاهان کوتی (SKL) ذکر شده است، اما طول دقیق حکومت او مشخص نیست. جورج روکس اشاره می‌کند که کوتیان در این دوره کنترل ضعیفی بر جنوب بین النهرین داشتند و این امر به شورش‌های محلی منجر شد.